# Șișești (Mehedinți)
Șișești é uma comuna romena localizada no distrito de Mehedinți, na região de Oltênia. A comuna possui uma área de 76.82 km² e sua população era de 3010 habitantes segundo o censo de 2007.